# 大井 (ふじみ野市)
大井（おおい）は、埼玉県ふじみ野市の大字および町名。現行行政地名は大井一丁目から大井二丁目および大字大井。町丁は住居表示実施済み区域。郵便番号は356-0053。

## 世帯数と人口
2022年（令和4年）8月1日現在の世帯数と人口は以下の通りである。
| 町丁       | 世帯数    | 人口    |
| ---------- | --------- | ------- |
| 大井       | 1,494世帯 | 3,468人 |
| 大井一丁目 | 172世帯   | 359人   |
| 大井二丁目 | 458世帯   | 1,183人 |
| 計         | 2,124世帯 | 5,010人 |

## 小・中学校の学区
市立小・中学校に通う場合、学区（校区）は以下の通りとなる。
| 番地                                   | 小学校                 | 中学校                 |
| -------------------------------------- | ---------------------- | ---------------------- |
| 大井216-3〜820                         | ふじみ野市立東台小学校 | ふじみ野市立大井中学校 |
| 大井821〜、一丁目2番〜11番、二丁目全域 | ふじみ野市立東原小学校 | ふじみ野市立大井中学校 |
| 一丁目1番                              | ふじみ野市立大井小学校 | ふじみ野市立大井中学校 |

## 交通

### 鉄道
地内に鉄道は敷設されていない。

### 道路
- 国道254号
- なんぽの道（遊歩道）

## 地域

### 寺社・史跡
- 大井氷川神社
- 大井稲荷神社
- 徳性寺
- 大井戸跡
- 織部塚

### 公園・緑地
- 東原親水公園
- 東台金山公園
- 大井弁天の森

### 施設
- 埼玉県立ふじみ野高等学校
- ふじみ野市立東原小学校
- ふじみ野市立東台小学校
- なみき幼稚園
- ふじみ野市立大井公民館大井分館
- うれし野まちづくり会館
- 大井東台郵便局
- 大井東台団地
- 風の里保育園